# Menczel Andrea
Menczel Andrea (Budapest, 1990. február 2. –) magyar színésznő.

## Életpályája
2004–2008 között a Weöres Sándor Gimnázium tanulója volt, mellette 2003–2008 között a Földessy Margit Drámastúdióba is járt. 2008–2011 között az Új Színház stúdiójának növendéke volt. 2011–2018 között a Győri Nemzeti Színház tagja volt. 2018-tól a Szegedi Nemzeti Színház színésznője.
2013–2016 között a Színház- és Filmművészeti Egyetem hallgatója volt, drámainstruktor-színjátékos szakon.
Vőlegénye Krausz Gergő színész.

## Fontosabb színházi szerepei

### Szegedi Nemzeti Színház
- Mihail Bulgakov: Iván, a rettentő – Zinaida Mihaljovna, moziszínésznő
- William Shakespeare: Vízkereszt, vagy amit akartok – Viola, fiatal lány
- Fábián Péter: Kacsa – Játsszák
- Fazekas Mihály – Benkó Bence – Fábián Péter – Zságer-Varga Ákos: Matyi elszabadul, avagy sok lúd disznót győz – Tepertő, lúdlyány
- Marc Norman – Tom Stoppard – Lee Hall: Szerelmes Shakespeare – Viola De Lesseps
- Móricz Zsigmond: Rokonok – Szentkálnay Magdolna, Boronkayné, Lina unokahúga
- Lőrinczy Attila: Élve megégetve – boszorkánytéboly – Csorba Sára, fiatal özvegy
- Molnár Ferenc: Játék a kastélyban – Annie
- Székely Csaba: Mária országa – Anjou Mária, Magyarország királynője
- Horgas Ádám: Én vagyok én, te vagy te – Előadja
- Peter Shaffer: Black Comedy – Carol Melkett
- Varsányi Anna: Az eprésző kislány – Szilvike, csemegepultos
- George Orwell: 1984 – Mary
- Fazekas–Benkó–Fábián–Zságer-Varga: Lúdas Matyi (Matyi elszabadul, avagy sok lúd disznót győz) – TEPERTŐ, lúdlyány
- László Miklós: Illatszertár – Balázs kisasszony
- Gimesi-Jeli-Tasnádi-Vészits: Időfutár – Mária Ludovika császárné
- Daniel Keyes: Virágot Algernonnak – Alice Kinian
- Michael Frayn: Függöny fel! – Brooke, Vicki
- Závada Pál: Az utolsó üzlet – Özv. Mauthnerné Valériusz Lola – (33) Helén rokona, Artúr szeretője – a „kis özvegy”
- William Shakespeare: Szentivánéji álom – Titania, tündérkirályné

### Győri Nemzeti Színház
- Szabó Magda: Abigél – Torma Piroska
- Shakespeare: Makrancos Kata – Bianca, Baptista kisebbik lánya
- Gorkij: Éjjeli menedékhely – Násztya
- Egressy Zoltán: Édes életek – Zsófi
- Tracy Letts: Augusztus Oklahomában – Karen Weston
- Egressy: 4x100 – Grafika
- Kszel Attila: A császár keze – Erzsébet
- Tolsztoj: Anna Karenina – Kitty
- Beaumarchais: Figaro házassága – Rubia, bírónő
- Kszel Attila: A walesi lakoma – Morgana
- Martin McDonagh: A kripli – Helen
- Móricz Zsigmond: Úri muri – Szabó Rozália
- Molnár Ferenc: A testőr – A szobalány
- Victor Hugo: A nevető ember – Vinosz, cigánylány
- Örkény István: Tóték – Ágika
- Szomory Dezső: Györgyike drága gyermek – Györgyike

### Budapest
- Franz Xaver Kroetz: Vadászat – Hanni
- MacDemot-Ragni-Rado: Hair – fekete lány
- Horace McCoy: A lovakat lelövik, ugye? – Mattie
- John Steinbeck: Édentől keletre
- Barabás Pál: Kávé habbal
- Michel de Ghelderode: Virágos kert – Angyal, Testvér
- Osztrovszkij: Vihar – Kabanova, Katyerina, Fjoklusa
- Ödön von Horváth: Mit csinál a kongresszus? – Kisasszony
- Csehov: Három nővér – Irina
- Vörösmarty Mihály: Csongor és Tünde – Tünde
- Osztrovszkij: Farkasok és bárányok – Szobalány
- Szálinger Balázs: Oidipusz gyermekei – Lány
- Paulo Coelho: Tizenegy perc – Nyah (beugrás)
- Karinthy Frigyes:Tanár úr kérem- Lány

## Filmes és televíziós szerepei
- Hajnali láz (2015)
- Kincsem (2017)
- Tóth János (2018) ...Fannika
- 200 első randi (2018)
- …a szomszéd tehene (2024)

## Díjai, elismerései
- Kisfaludy ösztöndíj (2013)
- Kortársasjáték – legjobb színésznő (2015)
- Kisfaludy-díj (2016)
- Soós Imre-díj (2019)[5]